# 三重県立みえ四葉ヶ咲中学校
三重県立みえ四葉ヶ咲中学校（みえけんりつみえよつばがさきちゅうがっこう）は、三重県津市柳山津興にある県立の夜間中学校。

## 概要
三重県立みえ四葉ヶ咲中学校は、様々な事情で義務教育を修了できなかった人、不登校等でほとんど学校に通えなかった人、及び外国籍の人などが、学び直しを志すという学びへの前向きな気持ちに応える為に開校した。校舎は三重県立みえ夢学園高等学校の研修棟を充てた。

## 沿革
- 2025年（令和7年）
  - 2月15日：内覧会を実施[3]
  - 4月15日：入校式を実施[4][3]

## 入学資格

### 夜間中学コース
- 中学校を卒業していない人[5]
- 中学校を卒業していても、不登校などの理由で、小中学校の教育を十分に受けられなかった人[5]
- 自分の国で小中学校の教育を終えていない、外国にルーツがある人[5]

### 学びの多様化学校コース
- 小学校6年生又 中学校１・２年生に在籍し、不登校・不登校傾向にある人[5][6]。

## アクセス
- JR紀勢本線「阿漕駅」から徒歩で約13分[2]。
- 三重交通「柳山学校前」バス停から徒歩１分[3][7]。